# Сунжа (місто)
Сунжа (до 1851 року — Сунженська, в 1851—1939 роках — Слєпцовська, в 1939—2016 роках — Орджонікідзевська; інг. Сипсой-ГІала, рос. Сунжа) — місто республіканського значення в Росії, адміністративний центр Сунженського району Інгушетії. До 2015 року мало статус станиці, будучи таким чином найбільш населеним сільським населеним пунктом у Росії й одним з найбільших у світі. Статус міста з 2016 року.

## Географія
Станиця розташована в долині Сунжі, що за 22 км на північний схід від Назрані, та на 50 км західніше Грозного. Історичне ядро розташоване на лівому березі, але в теперішній час житлова забудівля станиці розкинулась по обох сторонах річки.
На північ від станиці розташований безлісий Сунженський хребет. Із заходу безпосередньо торкається станиця Троїцька, із сходу — станиця Сірноводська (колишня станиця Михайлівська). За 7 км на південь, у передгір'ї, розташована станиця Нестеровська.
Залізнична станція Слєпцовська на лінії «Грозний—Беслан».

## Історія
Станиця Сунженська була заснована у 1850 році під час Кавказької війни, у складі Сунженської лінії на землях, що до війни були населені інгушами та/або чеченцями, і населена козаками з лівобережжя Тереку.
В 1852 станиця була перейменована у Слєпцовську на честь учасника Кавказької війни генерал-майора Слєпцова.
У 1920-х роках станиця була адміністративним центром Сунженського козачого округу. У 1939 році станиця отримала назву Орджонікідзевська на честь радянського державного діяча — Серго Орджонікідзе, відомого як організатора «розкозачування» та примусового виселення козаків із станиць регіону. Після повернення інгушів з середньоазійського заслання, багато з них було розселено в Орджонікідзевській, і також в інших сунженських станицях.
Після розділення Чечено-Інгушетії по східній межі села проліг кордон із Чечнею. В районі станиці були розбиті палаточні містечка, в яких мешкали тисячі біженців з Грозного та інших районів сусідньої республіки.
Сучасна назва з 2016 року.

## Населення
Населення Сунжі — 70,0 тис. мешканців (2009, за переписом 2002 — 65,1 тис.). До 2015 року Сунжа (Орджонікідзевська) була станицею, будучи найбільшим сільським населеним пунктом у Росії та одним з найбільших у світі. Другий за чисельністю після Назрані населений пункт Інгушетії.
У місті, крім інгушів, мешкають росіяни, чеченці, терські козаки[джерело?].

## Економіка
У місті розташований Сунженський маслосирзавод.

## Відомі уродженці
- Слободяник Геннадій Іванович (1964) - професор, доктор психологічних наук, кандидат медичних наук , місто Київ.
- Оздоєв Магомед Мустафаєвич (1992) — російський футболіст, насамперед відомий виступами за «Локомотив» (Москва), а також молодіжну збірну Росії.